# Sitio de Buda (1686)

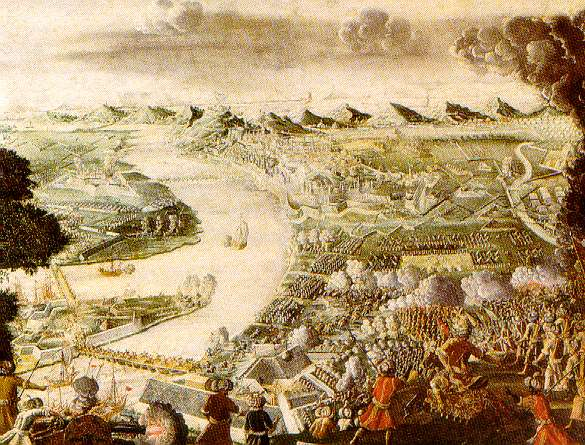
Asedio del Palacio de Buda en 1686.

El sitio de Buda consistió en el asedio en 1686 por la Liga Santa de la capital húngara de Buda, en poder del Imperio otomano. Formó parte de la campaña de seguimiento en Hungría después de la batalla de Viena. La Liga Santa tomó la ciudad (la actual Budapest), después de haber sido ocupada por más de siglo y medio por el Imperio otomano.

## Antecedentes
El Reino de Hungría, fundado en 1000 por el rey Esteban I, enfrentó numerosas amenazas del Este desde su propia fundación. Se vio forzado a repeler a los cumanos, pechenegos, tártaros y turcos otomanos que empezaron a realizar incursiones en el siglo XIV. Las guerras contra los turcos se intensificaron, hasta que en 1526 el rey Luis II de Hungría cayó en la batalla de Mohács.
Pronto el reino huérfano tuvo dos reyes, uno Juan I Szapolyai y el otro Fernando I de Habsburgo, el hermano del emperador del Sacro Imperio Romano Germánico. Los conflictos entre los reyes y una serie de pactos secretos generaron la ira del sultán otomano y éste en 1541 mandó sus ejércitos hacia la ciudad de Buda (actualmente Budapest) y la ocupó. A partir de este momento, el reino húngaro se dividió en tres partes: una occidental bajo el control del monarca Habsburgo de turno (por lo general hermano o pariente cercano del emperador y posteriormente el mismo emperador), una región central bajo ocupación otomana y una oriental con cierta independencia, pero como vasalla del Imperio otomano. Esta región oriental se conoció como el Principado de Transilvania, y su primer gobernante fue el propio hijo de Juan Szapolyai, Juan Segismundo Szapolyai.

A lo largo del siguiente siglo y medio, todos los príncipes húngaros de Transilvania trataron de zafarse del control de los otomanos y Habsburgo por igual, conduciendo variadas campañas contra los dos imperios en aras de reunificar el reino. Sin embargo, los intentos de los príncipes Esteban Bocskai y Gabriel Bethlen fueron en vano, el reino permaneció dividido y los turcos dominando toda la región central y Transilvania.

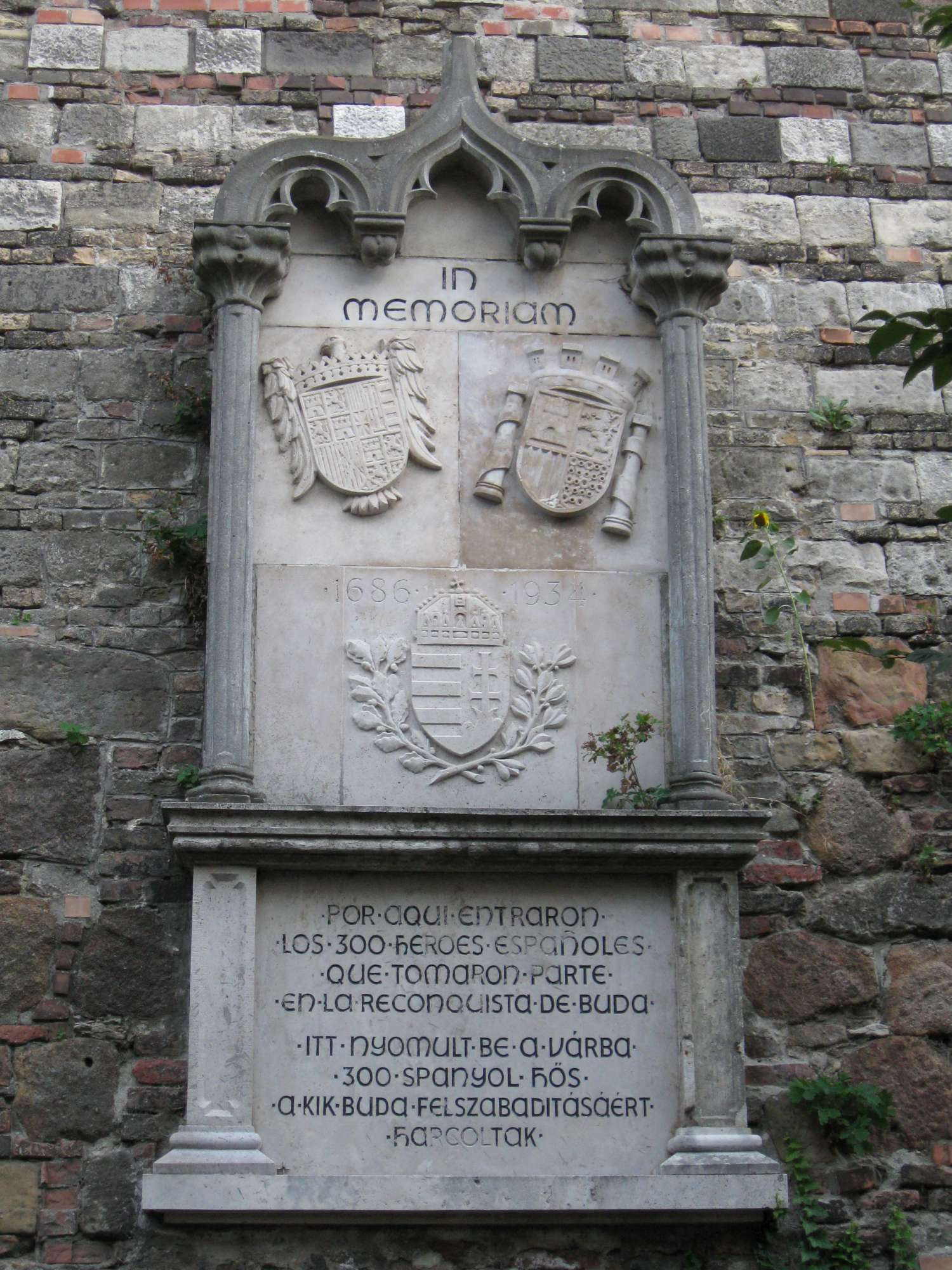
Monumento al regimiento de españoles voluntarios enviado por Carlos II.

Luego de que Kara Mustafá, el gran visir turco, fuese enviado por el sultán en 1683 hacia occidente, las fuerzas militares otomanas decidieron expandir sus dominios sobre la Hungría bajo control imperial y el Archiducado de Austria. De esta forma, los otomanos comenzaron el asedio de Viena en 1683, pero pronto las fuerzas imperiales y sus aliados los expulsaron al cabo de varios meses. En su retirada los otomanos se refugiaron en los territorios húngaros ocupados y el visir Mustafa fue ahorcado por su derrota.
A causa de esta derrota, el papa Inocencio XI propuso la creación de una Santa Liga de países católicos, la cual se fundó en 1684, teniendo como integrantes al Sacro Imperio Germánico, Polonia y Venecia. De esta manera, la Santa Liga planificó y llevó a cabo en 1684 una primera campaña en suelo húngaro para expulsar a los otomanos, y a su paso cayeron las ciudades de Esztergom y Vác. Sin embargo, cuando acudieron a Buda, se encontraron con una fortaleza bien defendida. El arribo de tropas de refuerzo turcas forzó pronto a concluir el prolongado asedio que duró 109 días, tras el cual se retiraron todos los comandantes cristianos.

## El asedio
En 1686, los mismos nobles cristianos de la Santa Liga marcharon de nuevo a Hungría, a pesar del fallido asedio de dos años antes, aunque esta vez con la ayuda de 300 españoles del Tercio de Flandes al mando del duque Manuel Diego López de Zúñiga (que murió en el asalto), avanzaron hacia la capital húngara. Una a una fueron cayendo las ciudades en poder otomano y finalmente la ciudad de Buda fue retomada por las fuerzas cristianas el 2 de septiembre de 1686, Pest caería el 9. Ambas campañas fueron conducidas por Carlos V de Lorena, Maximiliano II Manuel de Baviera, Luis Guillermo de Baden-Baden, enviados por el emperador germánico y rey húngaro Leopoldo I de Habsburgo.

## Consecuencias

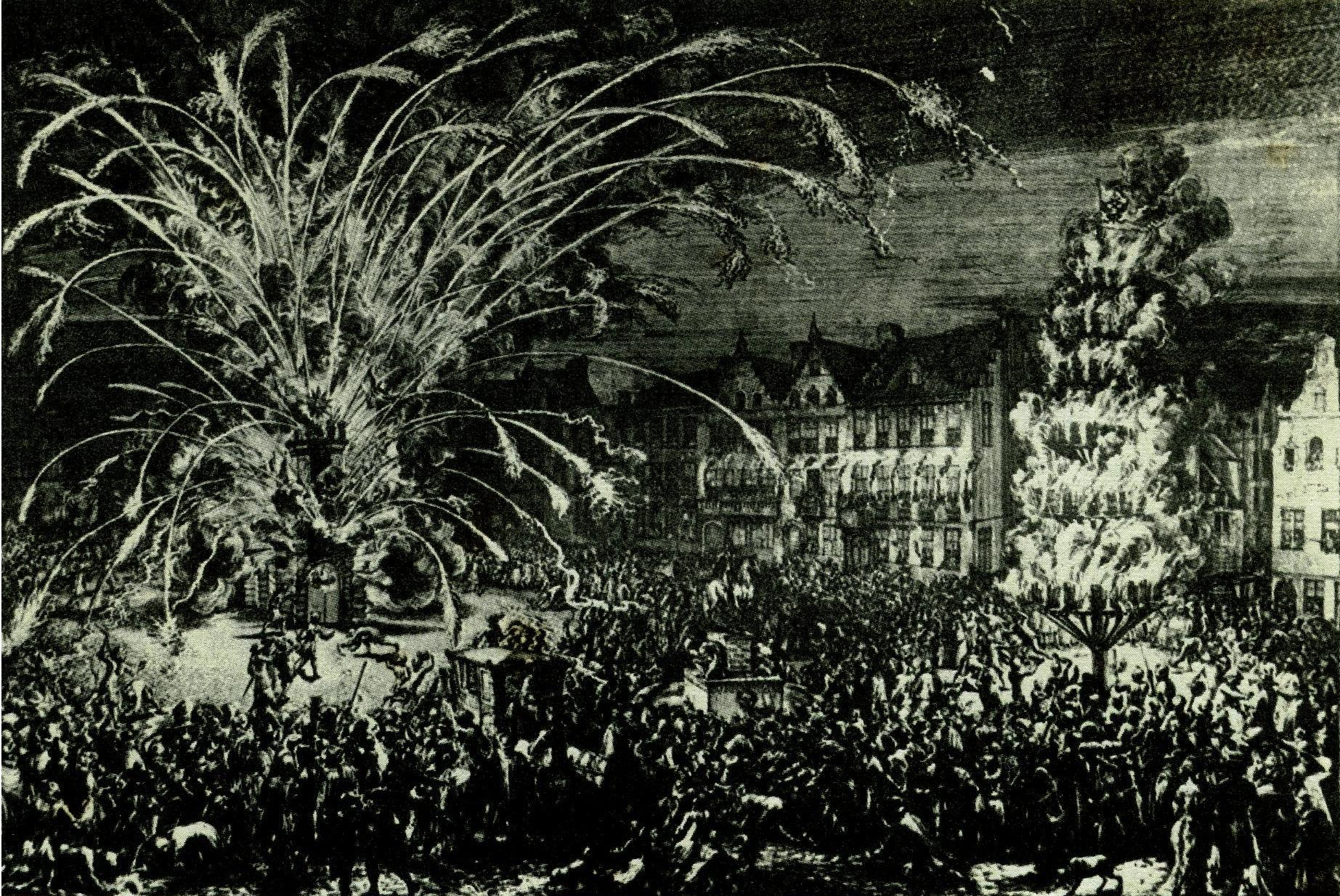
Fuegos artificiales en Bruselas, Países Bajos Españoles como conmemoración de la liberación de Hungría en 1686.

Luego de la reconquista de Buda, ilustres comandantes militares, como el príncipe Eugenio de Saboya, continuaron recuperando ciudades húngaras al sur y este del reino, hasta que el propio Principado de Transilvania fue reconquistado y anexionado al reino. La figura del príncipe transilvano desapareció, puesto que el joven Miguel Apafi II fue llevado a la corte de Leopoldo I en Viena y obligado a abdicar, recibiendo a cambio el título de príncipe del Sacro Imperio Romano Germánico.
La liberación de Hungría del poder musulmán se consumó y ratificó con la firma del Tratado de Karlowitz en 1699 entre los católicos y los otomanos, significando la primera gran derrota del Imperio turco en siglos y la recuperación de uno de los reinos cristianos más importantes de Europa.